# Centruroides gracilis
Espèce
Synonymes
- Scorpio gracilis Latreille, 1804
- Androctonus biaculeatus Lucas, 1835
- Tityus congener C. L. Koch, 1844
- Tityus denticulatus C. L. Koch, 1844
- Tityus macrurus C. L. Koch, 1844
- Tityus mulatinus C. L. Koch, 1844
- Tityus nebulosus C. L. Koch, 1844
- Scorpio nigrifrons Berthold, 1846
- Scorpio sayi Girard, 1853
- Atreus pruinosus Bellevoye, 1870
- Centrurus heterurus Karsch, 1879
- Centruroides gracilis nigrescens Franganillo, 1930
- Centruroides subviridis Franganillo, 1930
- Rhopalurus borellii subviridis Franganillo, 1930
- Centruroides gracilis ruber Franganillo, 1935
- Centruroides gracilis pectinatissimus Moreno, 1939
- Centruroides gracilis johannis Moreno, 1939

Centruroides gracilis est une espèce de scorpions de la famille des Buthidae.

## Distribution
Cette espèce se rencontre originellement au Mexique, au Guatemala, au Honduras et au Nicaragua,.
Elle a été introduite aux États-Unis en Floride, aux Antilles, au Panama, en Colombie, au Venezuela, en Équateur, aux îles Canaries, au Cameroun et au Gabon.

## Description

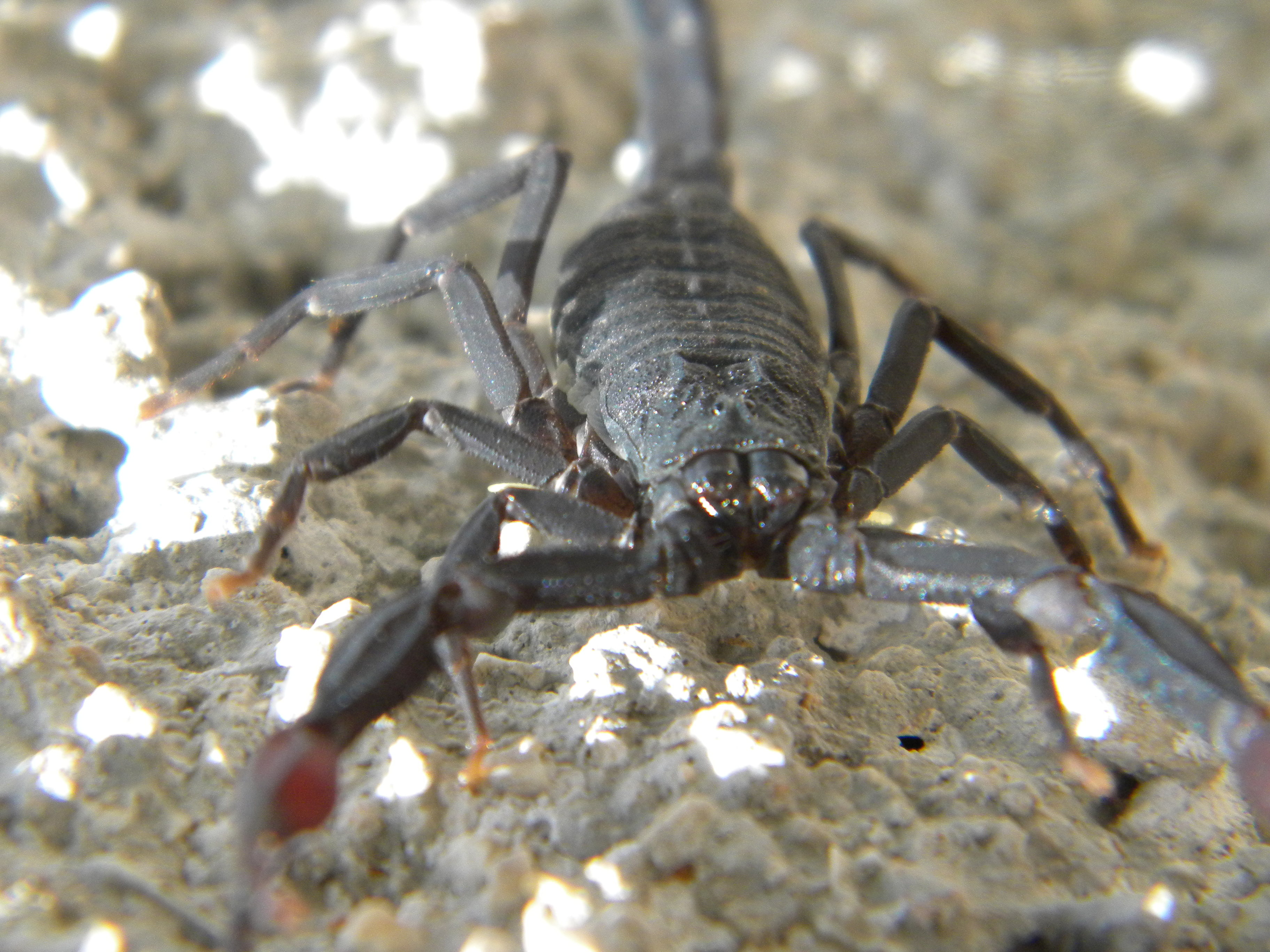
Centruroides gracilis

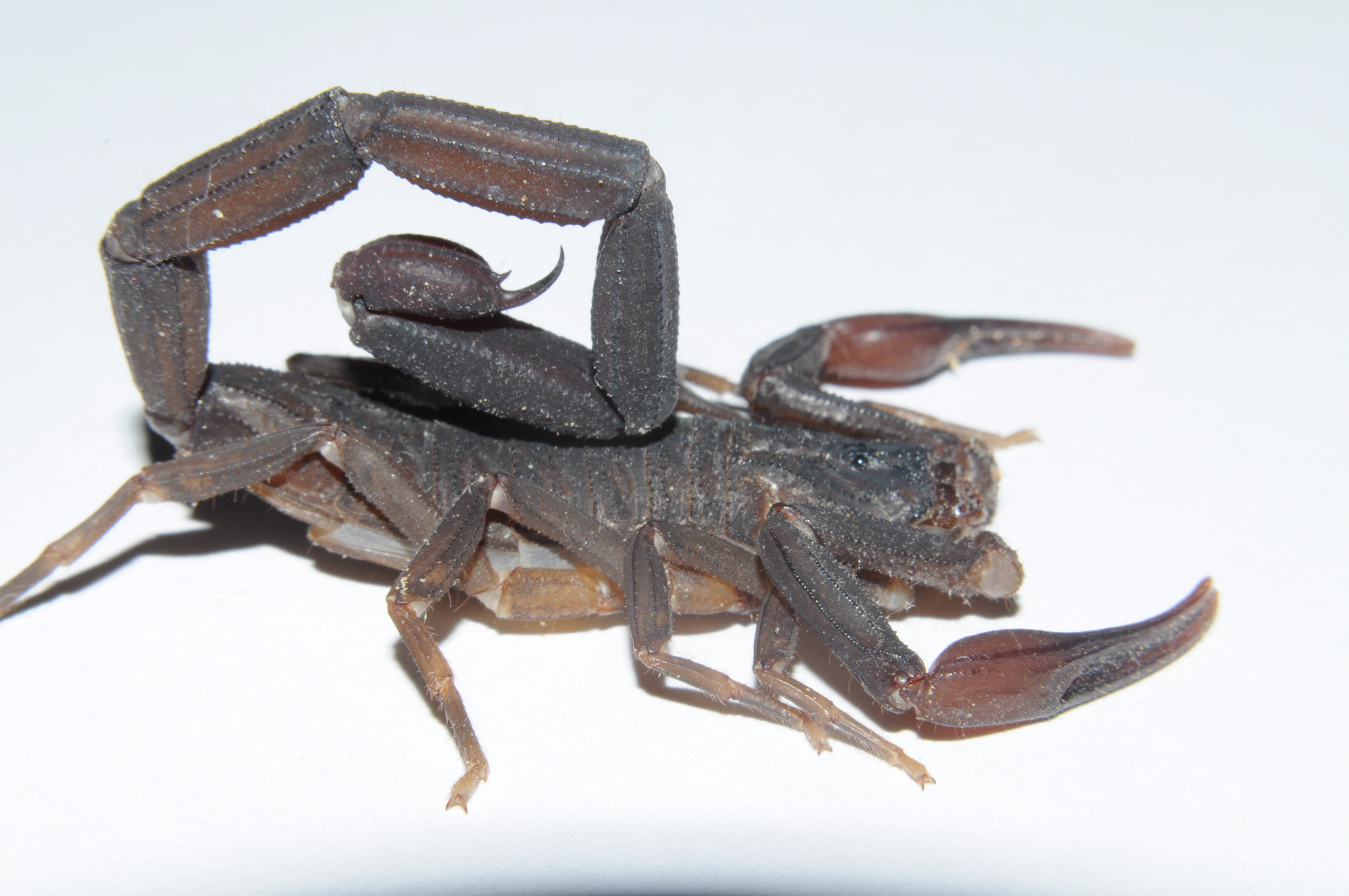
Centruroides gracilis

Les mâles mesurent de 50 à 153 mm et les femelles de 60 à 100 mm.

## Publication originale
- Latreille, 1804 : Histoire naturelle, générale et particulière, des crustacés et des insectes. Ouvrage faisant suite aux œuvres de Leclerc de Buffon, et partie du cours complet d'histoire naturelle rédigé par C. S. Sonnini, membre de plusieurs sociétés savantes (texte intégral).